# Néppárt (Szerbia)
A Néppárt (szerbül Hapoднa cтрaнкa, HC / Narodna stranka, NS) egy jobboldali politikai párt Szerbiában, melyet Vuk Jeremić alapított meg 2017-ben, a 2017-es szerbiai elnökválasztás után. A párt 2018 szeptemberében csatlakozott a Szövetség Szerbiáért elnevezésű koalícióhoz, amely választási bojkottot hirdetett, így nem indult a 2020-as szerbiai parlamenti választáson, ahogy végül a Néppárt sem indult el.

## A párt elnökei
| Név               | hivatal kezdete   | hivatal vége |
| ----------------- | ----------------- | ------------ |
| A Néppárt elnökei |                   |              |
| Vuk Jeremić       | 2017. október 22. | hivatalban   |

## Választási eredmények
| Választás | Szavazatok száma | Szavazatok aránya | Mandátumok száma | Mandátumok aránya | Parlamenti szerepe |
| --------- | ---------------- | ----------------- | ---------------- | ----------------- | ------------------ |
| 2020-as   | –                | –                 | 0                | 0%                | nem indult         |
| 2022-es1  | 520 469          | 14,09%            | 12               | 4,8%              | ellenzék           |

1 az Egyesült Szerbia koalíció eredménye, melynek egyik tagja a Néppárt

## Egyéb
- honlap